# Liste der Naturdenkmale in Dieblich
Die Liste der Naturdenkmale in Dieblich nennt die im Gemeindegebiet von Dieblich ausgewiesenen Naturdenkmale (Stand 2. Mai 2024).

## Naturdenkmale
| Nr.         | Bezeichnung                         | Lage                                                  | Beschreibung  | Bild                                    |
| ----------- | ----------------------------------- | ----------------------------------------------------- | ------------- | --------------------------------------- |
| ND-7137-391 | Eiche                               | südlich des Ortes; Abteilung Aufm Rehpfad Lage        | Quercus sp.   | Direkt Bild zu diesem Denkmal hochladen |
| ND-7137-394 | Fünf-Finger-Eiche                   | südöstlich des Ortes; Abteilung Auf den Röderen Lage  | Quercus robur | Direkt Bild zu diesem Denkmal hochladen |
| ND-7137-399 | Weißtanne im Dieblicher Kirchenwald | südlich des Ortes; Abteilung Das Kirchenwäldchen Lage | Abies alba    | Direkt Bild zu diesem Denkmal hochladen |

## Ehemalige Naturdenkmale
| Nr. | Bezeichnung     | Lage                                  | Beschreibung                                                              | Bild                                    |
| --- | --------------- | ------------------------------------- | ------------------------------------------------------------------------- | --------------------------------------- |
|     | Rosskastanie    | südöstlich des Ortes an der K 69 Lage | Aesculus hippocastanum; Rechtsverordnung am 16. September 2013 aufgehoben | Direkt Bild zu diesem Denkmal hochladen |
|     | Zwei Rotfichten | südlich des Ortes an der K 69 Lage    | Picea abies, zwei Bäume; Rechtsverordnung aufgehoben                      | Direkt Bild zu diesem Denkmal hochladen |
|     | Drei Akazien    | am westlichen Ortsrand Lage           | Robinia pseudoacacia, drei Bäume; Rechtsverordnung aufgehoben             | Direkt Bild zu diesem Denkmal hochladen |